# Maybach
Maybach (МФА: ˈmaɪ.bax) — немецкая автомобилестроительная компания, известная прежде всего производством эксклюзивных и дорогих автомобилей высшего класса. Изначально предприятие занималось авиационными двигателями для дирижаблей. После Первой мировой войны началось производство автомобилей марки Maybach. В годы Второй мировой войны фирма Maybach производила двигатели для танков Вермахта.
В 1960 году компания была куплена концерном Daimler, в 1998 году немецкий бренд «Daimler» и американский бренд «Chrysler» были слиты в единую корпорацию под немецким брендом, так как он — основатель; в 2002 году производство автомобилей было возобновлено. В ноябре 2011 года председатель совета директоров концерна Daimler Дитер Цетше заявил, что в 2013 году Maybach прекратит своё существование из-за сокращения продаж. В середине августа 2012 года марка была ликвидирована.
В 2015 марка была частично восстановлена в качестве Mercedes-Maybach.

## История

### Производитель авиационных двигателей
Покинув в 1907 году компанию Daimler-Motoren-Gesellschaft, Вильгельм Майбах вместе со своим сыном Карлом занялся проектированием авиационных двигателей для дирижаблей «Цеппелин». 23 марта 1909 года они совместно с графом Цеппелином основали в Биссингене Luftfahrzeug-Motorenbau GmbH (нем. Компания по производству авиационных двигателей), дочернюю компанию Luftschiffbau Zeppelin GmbH. Карл Майбах стал её директором и занимался дизайном моторов, а Вильгельм был техническим консультантом. В 1912 году компания переехала в Фридрихсхафен и была переименована в Motorenbau GmbH.

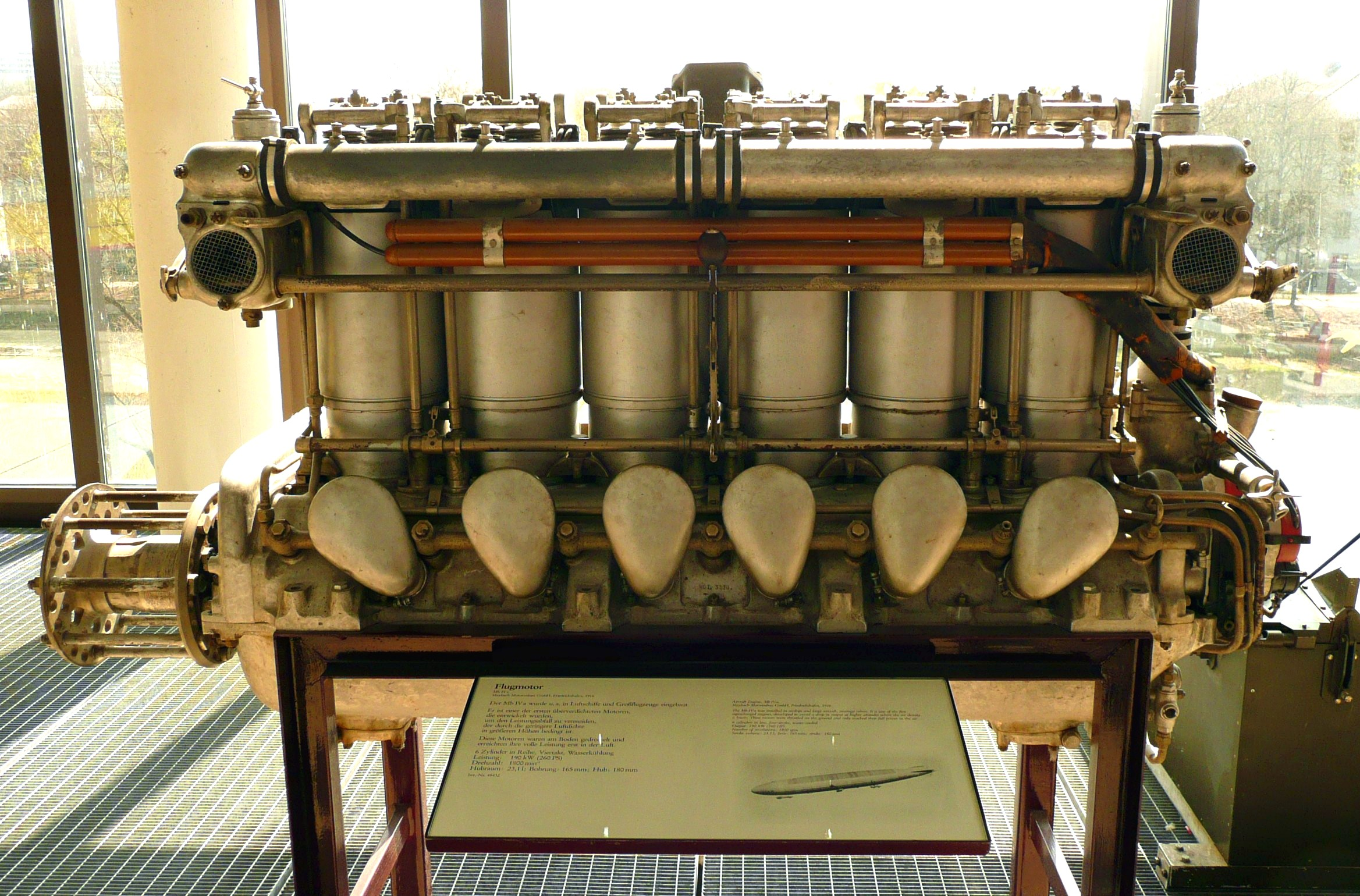
Авиационный двигатель Maybach Mb.IVa

Двигатели производства Maybach отличались лёгкостью и надёжностью; они использовались на «Цеппелинах» во время Первой мировой войны. Завод производил дизельные рядные шестицилиндровые двигатели: AZ (1909, базовая мощность: 140 л.с. — 100 кВт), DW (или IR, 1914, 160 л. с. — 120 кВт), CX (1915, 210 л. с. — 160 кВт) и HS (или HSLu, 1915, 240 л. с. — 180 кВт). Позже производились модификации: Mb III (улучшенная версия IR) и Mb IV (модификация HS). Со временем вместе с мощностью увеличивалось число двигателей, устанавливаемых на один аппарат: в 1910 году на дирижаблях было по три мотора, а в 1915 году — уже четыре. Большой успех имел дирижабль LZ 10 Schwaben с тремя 145-сильными агрегатами Maybach, пролетевший в 1911 году над Боденским озером. Дирижабли, на которых были установлены двигатели Maybach, развивали скорость в 20 м/с.
С 1916 года «Цеппелины» оснащались двигателем Mb.IVa, который показал хороший результат, развив при тестировании 245 л. с. на высоте 1800 м. Официально мощность мотора исчислялась 260 л. с., чтобы не создалось впечатления, будто Mb.IVa слабее своих 260-сильных предшественников. Компания поставляла моторы не только Цеппелину, но и другим производителям дирижаблей, в том числе фирмам «Парсеваль» и Schütte-Lanz. Дирижабль Parseval PL-14 «Буревестник», снабжённый двумя 180-сильными двигателями Maybach, был куплен Российской Империей и до 1915 года был лучшим дирижаблем России. Однако максимальная высота, которую воздушное судно достигало с бомбовой нагрузкой, составляла всего 1100 м. Компании Schütte-Lanz поставлялись более мощные (240 л. с.) агрегаты. На дирижабле SL 21 было установлено пять таких моторов.

### Автомобили высшего класса
После окончания Первой Мировой войны, согласно Версальскому договору, в Германии было приостановлено производство военной техники. Запрет распространялся и на авиационные двигатели. Компания Maybach изменила сферу деятельности, начав производство двигателей для автобусов, пожарных и санитарных машин, локомотивов. В 1918 году название предприятия было изменено на Maybach-Motorenbau GmbH. Карл Майбах также искал покупателей среди производителей легковых автомобилей. В 1920 году он заключил контракт с нидерландской автомобильной компанией Spyker на 1000 двигателей: Maybach поставлял Spyker’у шестицилиндровый двигатель W2 объёмом 5,7 л (70 л. с.) для модели Spyker 30/40 C4. Однако нидерландский производитель находился в сложном материальном положении (в 1925 году фирма обанкротилась), и поставки ограничились полусотней моторов, из-за чего Майбах решил производить автотранспорт самостоятельно. При этом его целью было создание высококачественных и комфортных автомобилей.
Первый экспериментальный автомобиль компании, Maybach W1, появился ещё в 1919 году. W1 был оснащён двигателем мощностью в 36 л. с., установленным на шасси Mercedes, принадлежащего Карлу Майбаху. В следующем году был собран ещё один экспериментальный автомобиль под названием Spezialrennwagen. Этот спортивный агрегат с авиационным двигателем мощностью 300 л. с. разгонялся до 160 км/ч. Однако успехов в автоспорте марка не имела. Концепт W1 лёг в основу первого серийного автомобиля марки Maybach. W3, впервые представленный на автосалоне в Берлине в 1921 году, имел под капотом двигатель в 5,7 л с боковыми клапанами и 2-ступенчатую коробку передач с управлением ножными педалями. Автомобиль удостоился особого внимания прессы за дизайн; кузов спроектировала фирма Германа Спона (нем. Hermann Spohn) в Равенсбурге, которая также сделала кузов следующей модели. Следующий автомобиль марки, Maybach W5, появился в 1926 году. Шестицилиндровый двигатель этой модели в 7 л (120 л. с.), выдававший 2400 оборотов в минуту, был одним из мощнейших автомобильных моторов того времени. В 1928 году вышла модификация W5 SG с улучшенной коробкой передач (была добавлена ускоряющая передача). Автомобили собирались с учётом спецификаций заказчика, из-за чего стоимость росла. По заказу компании Fuchs Waggonfabrik AG (Хайдельберг) было собрано несколько моделей с двигателями OS 5 (100 л. с.), OS 6 (90 л. с.), имеющими по две свечи на цилиндр, что обеспечивало безопасность при эксплуатации, и OS 7 (75 л. с.). Всего до 1929 года было собрано 305 W3 и 248 W5/W5 SG с кузовами лимузин, кабриолет (купе и седан) и фаэтон.
Слияние компаний Daimler и Benz в концерн подбило Карла Майбаха к усиленному совершенствованию своей продукции. Компания приступила к разработке автомобиля с двигателем V12. В 1929 году дирижабль «Граф Цеппелин» совершил кругосветный перелёт за 448 часов. На дирижабле было установлено пять двигателей V12 производства Maybach мощностью в 550 л. с. Майбах решил использовать это обстоятельство как рекламный ход (с той же целью позже к названию нового автомобиля было приписано Zeppelin). Модель под названием Maybach 12 дебютировала в том же году. Мощность 7-литрового двигателя составляла 150 л. с. при 2800 оборотах в минуту. Автомобиль был довольно массивным (минимальный вес — 2300 кг), но всё же удостоился хвалебных отзывов прессы.
В 1930 году был создан следующий двенадцатицилиндровый автомобиль марки: Maybach DS7 Zeppelin. В двигатель DS7, унаследованный от предыдущей модели, были введены некоторые изменения: цилиндры имели чугунные втулки; поршни поставлялись компанией Nelson Bohnalite. DS7 стал третьим в мире автомобилем с агрегатом V12 после Daimler Double-Six и Voisin и самым дорогим немецким авто своего времени стоимостью 50 000 рейхсмарок (в 33 раза дороже, чем Opel P4). В том же году началось производство модели DSH с шестицилиндровым двигателем в 5,2 л (130 л. с.) По характеристикам DSH не намного отставал от «Цеппелинов» и продавался по более низкой цене. Впрочем, автомобиль не пользовался особым спросом: было собрано всего 100 моделей, и производство прекратилось в 1937 году.

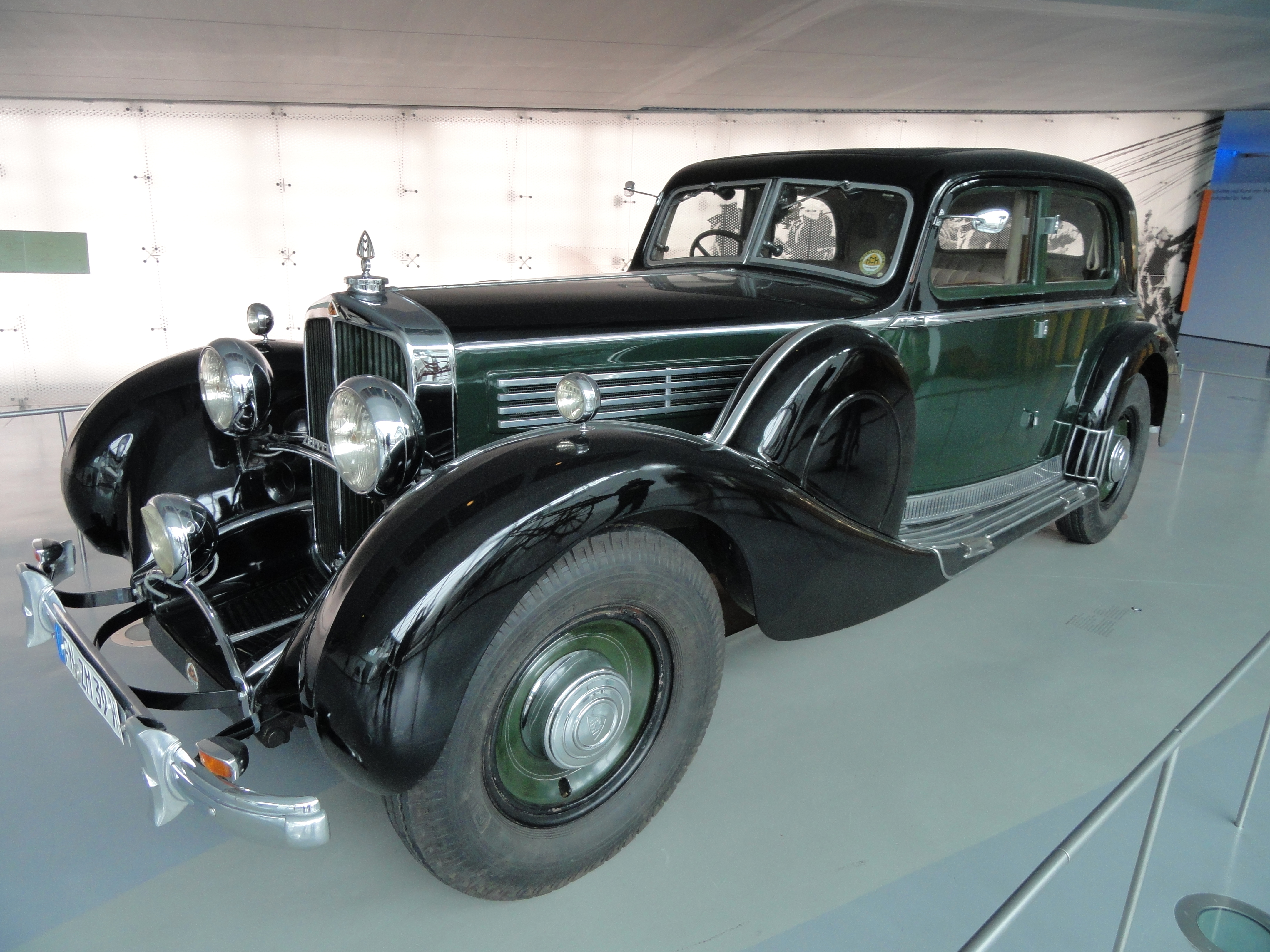
Maybach Zeppelin DS8, 1938—1939 гг.

В следующем году дебютировала модификация Zeppelin под названием DS8 с 8-литровым двигателем мощностью в 200 л. с. Автомобиль имел новую 5-ступенчатую коробку передач. В 1938 году она была заменена на 7-ступенчатую, ускоряющая передача которой имела передаточное отношение 0:77:1. 300 моделей Maybach 12 и Zeppelin были собраны в 1930-х. Некоторые владельцы Maybach 12 и DS7 возвращали свои машины на завод, чтобы поменять двигатель на новый восьмилитровый. В 1931 году также вышел в свет Maybach W6, последователь W5 с рядным шестицилиндровым двигателем. От предшественника отличался улучшенным шасси, удлинённой колёсной базой и секвентальной КП. Модификация W6 DSG производилась в 1934—1935 годах. За эти пять лет с конвейера сошло 100 моделей W6 и W6 DSG.
Параллельно с разработкой автомобилей компания также продолжала производить двигатели для кораблей и поездов. Двумя двигателями Maybach мощностью в 302 кВт был оснащён дизель-поезд DRG 877, побивший рекорд скорости среди поездов — 160 км/ч. Одновременно с моделями Zeppelin компания в 1935 году начала производство автомобиля SW, получившего прозвище «маленький Maybach». Maybach SW35 с шестицилиндровым двигателем HL 35 (140 л. с.) был мощнее предыдущих шестицилиндровых моделей и имел улучшенную независимую подвеску, а расход топлива на 100 км составлял 17—18 литров (в то время как расход топлива Zeppelin составлял 28—30 литров). Как и у моделей Zeppelin, кузов SW был спроектирован фирмой Спона по принципу Пауля Ярая. В следующем году SW35 сменила модификация SW38 с двигателем HL 38 в 3,8 л. Спон снабдил автомобиль 6—7-местным кузовом лимузин. В 1939 году появилась ещё одна модификация: SW42 с двигателем в 4,2 л. При этом мощность двигателей оставалась той же: причиной изменения объёма стал официальный документ под названием «Технические требования к эксплуатации безрельсового транспорта». Согласно редакции 1938 года этого документа требовалось, чтобы все двигатели внутреннего сгорания были переделаны под бензин с октановым числом 74. Именно по этой причине вышли модификации SW38 и SW42. Maybach SW стал самым массовым довоенным автомобилем марки: 850 моделей.
В 1941 году компания прекратила производство автотранспорта. За двадцать лет было создано приблизительно 2000 автомобилей марки Maybach.

### Военное производство

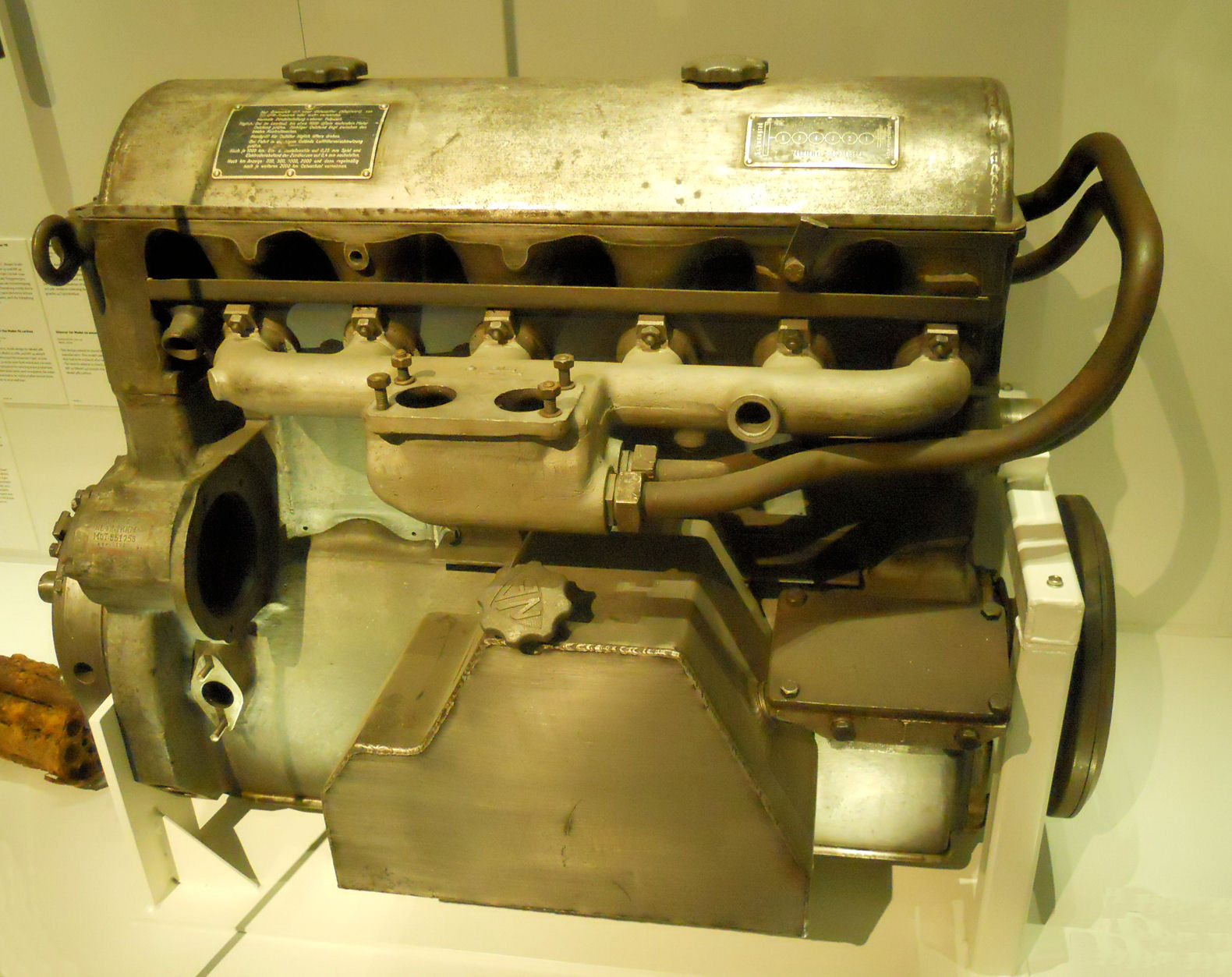
Двигатель Maybach NL 42

В годы третьего рейха фирма заняла почти монопольное положение в разработке и производстве танковых двигателей: с 1935 года, когда двигатель NL 38TR начал устанавливаться на лёгком танке Pz.Kpfw.I, почти все германские танки и САУ на их базе, а также бо́льшая часть полугусеничной военной техники оснащалась двигателями Maybach. По мнению некоторых историков, такое положение Maybach объяснялось не столько её успехами в разработке двигателей, сколько тесными отношениями между директором фирмы, Карлом Майбахом, и Адольфом Гитлером.
По заказам вермахта Maybach разработала более десятка различных моделей двигателей, устанавливавшихся на серийные и опытные образцы бронетехники и военных машин. В годы войны Maybach предлагала отказ от шести существующих разнотипных двигателей в пользу трёх унифицированных двигателей — 6‑цилиндрового HL 50, 8‑цилиндрового HL 67 и 12‑цилиндрового HL 100 с единым размером цилиндро-поршневой группы, имевших лучшую металлоёмкость и технологичность, позволяя сократить число производимых для них деталей с 2356 до 1198. Вместе с предлагавшимся унифицированным 4‑цилиндровым HL 33 для более лёгких машин, и тяжёлым HL 230, эта линейка двигателей должна была покрыть основные потребности вермахта в двигателях для военных машин, но эта программа осуществлена не была.

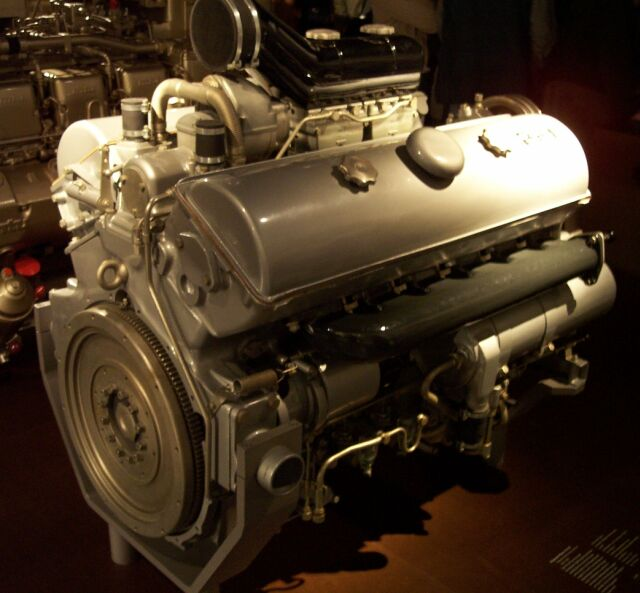
Двигатель Maybach HL 120

Среди всего разнообразия производившихся Maybach по военным заказам двигателей наибольшее значение имели три: 4,2‑литровый HL 42, которым оснащались полугусеничные артиллерийские тягачи Sd.Kfz.10 и Sd.Kfz.11 и бронетранспортёры Sd.Kfz.250 и Sd.Kfz.251 на их базе; 11,9‑литровый HL 120 — стандартный для серийных средних танков Pz.Kpfw.III, Pz.Kpfw.IV и различных машин на их базе; а также 21,4‑литровый HL 210 и его модифицированный вариант — 23,1‑литровый HL 230, которыми оснащались машины тяжёлого класса — средний танк «Пантера» и тяжёлые танки «Тигр» и «Тигр II».
Если первые два двигателя считались в целом удовлетворительными в эксплуатации, то двигатель для тяжёлых боевых машин превратился в источник постоянных проблем для панцерваффе. Заказ на разработку компактного и лёгкого двигателя мощностью 650—700 л. с. Maybach получила от Управления вооружений в июне 1941 года, а уже в феврале 1942 года фирма передала армии первые образцы готовых двигателей — HL 210. HL 210 P45, устанавливавшийся на танки «Тигр» и «Пантера» первых выпусков и развивавший максимальную мощность в 650 л. с. при 3000 об/мин, стал мощнейшим серийным танковым двигателем своего времени и оценивался британскими специалистами как исключительно совершенный конструктивно образец. Однако частые выходы из строя перефорсированного и недоработанного двигателя на максимальной мощности заставили ограничить его максимальные эксплуатационные обороты до 2600/мин, с соответствующим снижением мощности.

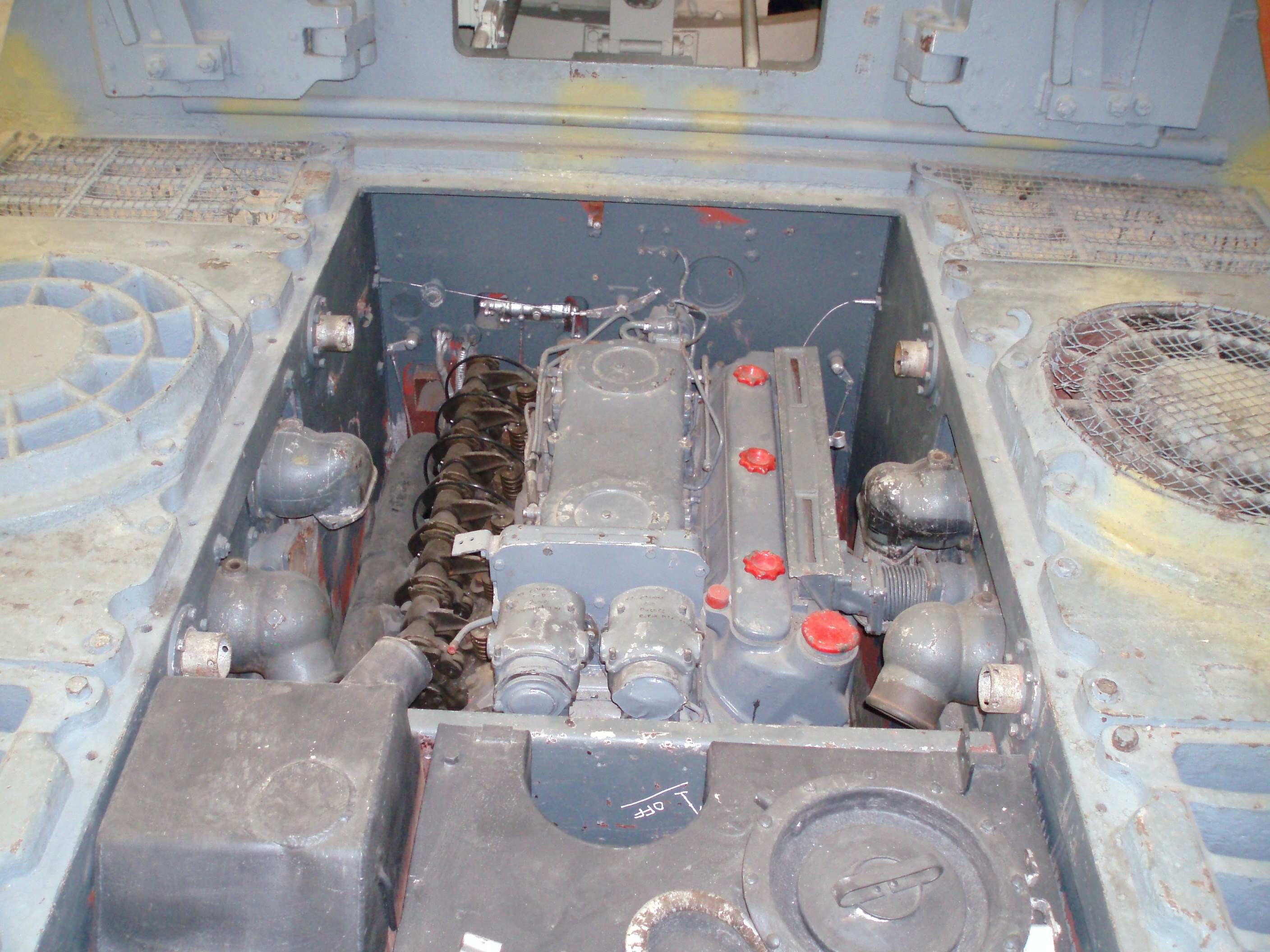
Двигатель HL 230 в моторном отделении «Ягдтигра»

Недостаток мощности HL 210 заставил разработать усовершенствованный его вариант — HL 230, в котором алюминиевый блок цилиндров был заменён на чугунный, что позволило рассверлить цилиндры, увеличив рабочий объём с 21,4 до 23,1 литров и повысив мощность до 700 л. с. Однако на практике новый двигатель также оказался ненадёжным, и, чтобы увеличить его ресурс, максимальные эксплуатационные обороты были ограничены 2500/мин, что снизило мощность, по разным оценкам, до 650 или даже до 600 л. с. Но даже несмотря на это, распространённой проблемой «Пантер» на протяжении всей их истории оставались пожары, происходившие как вследствие неудовлетворительной конструкции карбюраторов, так и недостаточной производительности системы охлаждения, в частности, перегрева выпускных коллекторов. Так, при послевоенном тестировании британскими военными силами двигатель каждой четвёртой «Пантеры» возгорался несколько раз.
Помимо самих двигателей, Maybach была ответственна за разработку всего оборудования моторного отделения танка и связанных с двигателем систем, а также их производство. Темпы производства одних только HL 230 заводом во Фридрихсхафене доходили до 1000 двигателей в месяц, всего же до конца войны Maybach поставила вермахту около 140 000 двигателей общей мощностью около 40 млн л. с.
Наряду с двигателями, Maybach осуществляла и производство танковых трансмиссий; в частности, полуавтоматическая коробка передач Olvar 40 12 16 с сервоуправлением устанавливалась на тяжёлые танки «Тигр» и «Тигр II». В общей сложности, до конца войны Maybach поставила вермахту более 30 000 полуавтоматических трансмиссий.
| Основные модели военных двигателей Maybach |              |                    |                              |                                                                                         |
| Модель                                     | Конфигурация | Рабочий объём, см³ | Максимальная мощность, л. с. | Применение                                                                              |
| NL 38TR                                    | R6           | 3791               | 100                          | Pz.Kpfw.I Ausf.B и машины на его базе, Sd.Kfz.10 и Sd.Kfz.11 первых выпусков            |
| HL 42TRKM, TUKRM, TRKMS                    | R6           | 4198               | 100                          | Sd.Kfz.10, Sd.Kfz.250, Sd.Kfz.11, Sd.Kfz.251, s.W.S. и машины на их базе                |
| HL 54TUKRM                                 | R6           | 5420               | 115                          | Sd.Kfz.6 и машины на его базе                                                           |
| HL 62TR, TRM, TUK                          | R6           | 6191               | 140                          | Pz.Kpfw.II, Sd.Kfz.7 и машины на их базе                                                |
| HL 85TUKRM                                 | V12          | 8520               | 185                          | Sd.Kfz.8 и машины на его базе                                                           |
| HL 108TR, TUKRM                            | V12          | 10 838             | 250                          | Pz.Kpfw.III Ausf.A—D, Pz.Kpfw.IV Ausf.A, Sd.Kfz.9 и машины на их базе                   |
| HL 120TR, TRM                              | V12          | 11 867             | 300                          | Pz.Kpfw.III начиная с Ausf.E, Pz.Kpfw.IV Ausf.B—H и машины на их базе                   |
| HL 120TRM112                               | V12          | 11 867             | 272                          | Pz.Kpfw.IV Ausf.J и машины на его базе                                                  |
| HL 210P45                                  | V12          | 21 353             | 650                          | «Тигр» первых выпусков                                                                  |
| HL 230P30, P45                             | V12          | 23 095             | 700                          | Pz.Kpfw.V «Пантера», Pz.Kpfw.VI «Тигр», Pz.Kpfw.VI Ausf.B «Тигр II» и машины на их базе |

### Послевоенная судьба
В феврале 1945 года завод Maybach во Фридрихсхафене был подвергнут бомбардировке американскими самолётами B-17. В том же году завод был отремонтирован и действовал в качестве автомобильной ремонтной мастерской. Карл Майбах был арестован и отправлен вместе со своими инженерами во Францию, где занимался разработкой двигателя мощностью 1000 л. с. по заказу французского правительства. В 1951 году рассматривался вопрос возобновления производства автомобилей, однако необходимых для этого денежных средств не было, и Карл Майбах покинул предприятие в 1952 году.
Позднее он сделал попытку возродить марку, купив два шасси Maybach SW38 и установив на них кузова Спона. Дизайн кузовов был сделан в вошедшем в моду американском стиле. Однако дальнейшего развития эта идея не получила. Кузова некоторых «Майбахов» были переделаны частными владельцами. В основном это были пульман-лимузины и спорт-кабриолеты. Известны даже случаи, когда лимузины марки переделывали в пикапы и тягачи. 6 февраля 1960 года Карл Майбах скончался; в том же году компания была приобретена концерном Daimler, переименована в MTU Friedrichshafen GmbH и занималась производством дизельных двигателей.

### Возрождение марки
В 1997 году Mercedes-Benz представила на Токийском автосалоне концепт-кар под названием Maybach с 6-литровым двигателем, вызвавший положительную реакцию публики. Совет директоров Daimler-Benz AG принял решение возродить марку Maybach, при этом глава компании Юрген Шремп отметил, что это начинание свидетельствует о стремлении компании «предложить лучшее из лучшего» во всех сегментах. В качестве причины подобного решения иногда указывается стремление к конкуренции в люксовом сегменте с маркой Rolls-Royce, купленной конкурентом BMW в 1998 году.
Производство автомобилей представительского класса под маркой Maybach было возобновлено в 2002 году. Сборка автомобилей компании Maybach—Manufaktur осуществлялась на заводе в Зиндельфингене (Штутгарт). Первой моделью возрожденного предприятия стала Maybach 57. Двенадцатицилиндровый мотор автомобиля объёмом 5,5 л с турбонаддувом имел мощность в 550 л. с. и разгонял автомобиль до 250 км/ч. Новый автомобиль считался преемником Maybach Zeppelin. Параллельно производилась более длинная версия: Maybach 62 с «полулежащими» задними сиденьями, имеющий более 1 миллиона параметров настроек. Прейскурантная цена двух моделей составляла соответственно 292 700 и 340 020 долларов. Автомобили собирались вручную с учётом спецификаций заказчика. Сборка одного Maybach занимала в среднем 60 дней.

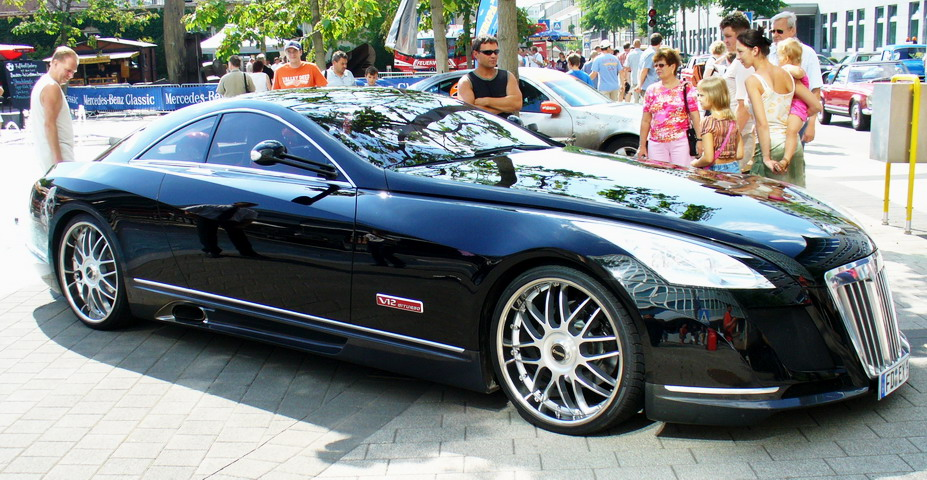
Maybach Exelero

В мае 2005 года в Берлине дебютировал спорткар Maybach Exelero. Автомобиль был разработан для компании Fulda Reifen с целью тестирования новых шин. Производитель шин заказал новый автомобиль с целью пиара продукции. В целях обновления дизайна сотрудники Maybach привлекли к разработке студентов политехнического колледжа. С кузовом двухместного купе Exelero весил 2,66 тонны и имел более шести метров длины. 700-сильный двигатель разгоняет автомобиль до 350 км/ч. Exelero был выпущен в единственном экземпляре и продан за 8 миллионов долларов.
В 2006 году на Женевском автосалоне была представлена обновлённая версия Maybach 57 с буквой S (Spezial) в названии, снабжённая 6-литровым двигателем от Mercedes-AMG. От обычного 57 автомобиль отличался более высокими характеристиками и рядом модернизаций, в том числе пневмоамортизаторами. А в следующем году на Пекинском автосалоне появился автомобиль Maybach 62S с тем же турбированным агрегатом, который был на 57S. Модель подверглась критике за своё внешнее сходство с S-классом Mercedes. На основе дизайна 62S в 2007 году был создан автомобиль Maybach Landaulet с открывающимся над задними сиденьями мягким верхом (отличительная черта кузова ландо). Landaulet с двигателем от 57S стоил 1 350 000 долларов.
По состоянию на 2008 год стоимость автомобилей возросла на 3500 долларов по сравнению с предыдущим годом, чтобы бренд составил конкуренцию Rolls-Royce (базовый автомобиль марки стоил 342 000 долларов). Цены были следующими:
- Maybach 57 — $ 341 750;
- Maybach 62 — $ 392 750;
- Maybach 57S — $ 381 250;
- Maybach 62S — $ 432 250.

Очередная модификация обеих моделей была представлена публике на Женевском автосалоне 2009 года. В названии прибавилось слово Zeppelin, призванное напомнить о Maybach Zeppelin 1930-х годов, а мощность двигателя возросла до 640 л. с. Большое внимание было уделено улучшению интерьера. В 2011 году появился бронированный седан Maybach Guard, собранный на платформе Maybach 62. Броня и средства защиты интегрировались в автомобиль ещё при сборке и увеличивали вес по сравнению с 62 всего на 406 кг. Бронированный Maybach разгонялся до 100 км/ч за 5,7 секунды, а максимальная скорость составляла 250 км/ч. При заказе машины покупатели могли выбирать любые элементы отделки и оборудование Maybach 62, так как Guard был собран на его базе.
В ноябре 2011 года руководство Daimler приняло решение о сворачивании выпуска автомобилей Maybach, так как марке не удалось составить достойную конкуренцию Bentley Motors и Rolls-Royce. Рассматривалось два варианта решения: либо закрыть компанию, либо продолжить производство в партнёрстве с Aston Martin. Британский автопроизводитель даже разработал концепцию второго поколения Maybach. Однако сотрудничества не состоялось и компания была закрыта. Как заявил глава концерна Дитер Цетше, в компании пришли к решению, что в люксовом сегменте Mercedes-Benz S-класс будет иметь больший успех. Проект так и не вышел на уровень самоокупаемости: на каждом автомобиле Maybach концерн терял около 300 тысяч евро. В апреле 2012 года компания объявила о продаже автомобилей со скидкой в 100 000 долларов, чтобы избавиться от складских запасов. В полдень 14 августа Daimler распространил прайс-лист на 2013 год, в котором напротив всех моделей стояла пометка — «Снято с производства».
Производство автомобилей Майбах под новым именем Mercedes-Maybach было возобновлено в 2015 году.

## Технологии

### Довоенные автомобили
Автомобили марки имели ряд нововведений: продвинутая трансмиссия с максимум 8-ступенчатой коробкой передач, аэродинамика на основе принципов венгерского инженера Пауля Ярая на поздних автомобилях и др. Вместе с тем они были настолько тяжёлыми, что водителям в Германии приходилось получать разрешение на вождение грузовика, прежде чем ездить на автомобилях Maybach.

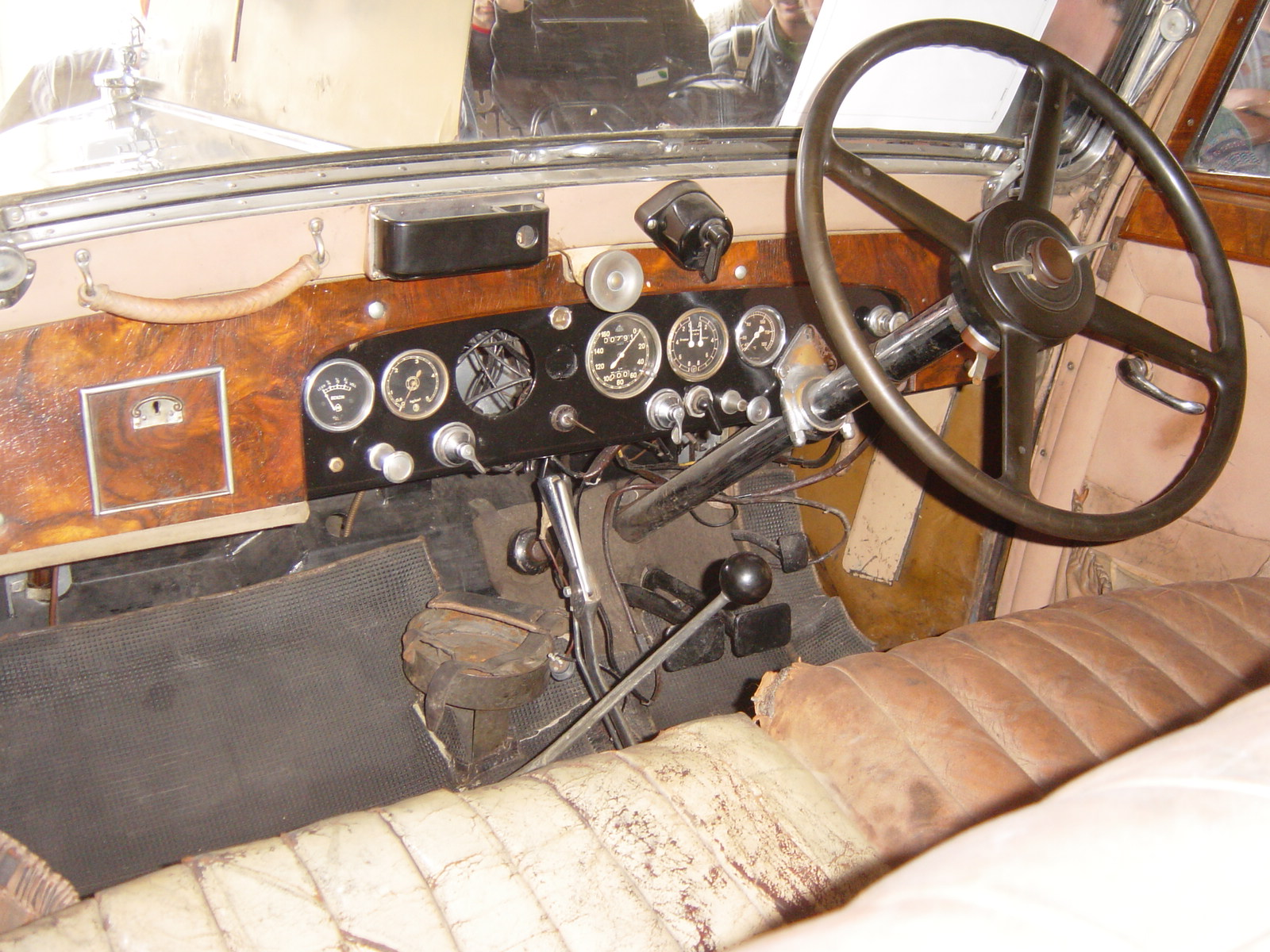
Интерьер Maybach DS8 Zeppelin

Планетарная коробка передач Maybach W3 кроме основной передачи имела ещё «горную», которая включалась во время подъёмов на гору. Система переключения передач была усовершенствована на Maybach W5 SG: ускоряющая или повышающая передача, используемая с любой из двух прямых передач, позволяла автомобилю разгоняться до 130 км/ч (для сравнения, максимальная скорость обычного W5 составляет 115 км/ч). Эта трансмиссия досталась автомобилю Maybach DS7 Zeppelin. Теперь переключение передач обеспечивал вакуум-аппарат, соединённый с впускным коллектором медной трубкой. Ряд новых функций упрощал управление автомобилем: автоматически управляемые тормоза на всех колёсах, рычаг на рулевом колесе, управляющий дроссельной заслонкой, и кнопка, управляющая опережением зажигания, если топливо было неподходящим для высокой степени сжатия в двигателе DS7. Вместе с тем автомобиль был оснащён зависимой подвеской.
Трансмиссия DS8 Zeppelin с электроприводом, именуемая Doppelschnellgang (двойное ускорение), стала предшественницей современной автоматической КП. Система переключения передач была настолько непривычной для водителей (рычаги находились и на рулевом колесе, и в полу), что компания рекламировала КП как четырёх- и пяти-ступенчатую. В последний год производства коробка передач была упрощена: ускоряющая передача вошла в общий блок, а на полу больше не было рычагов переключения. Самая массовая модель марки, Maybach SW, получила независимую подвеску и разрезной задний мост на качающихся полуосях, которые обеспечивали плавность хода автомобиля.

### Возрождённая марка
Многие технологии концепта Mercedes-Benz Maybach 1997 года были впоследствии использованы на других автомобилях, в том числе при проектировании Maybach 57 и 62. К примеру, двенадцатицилиндровый двигатель был установлен на Mercedes-Benz S-Class 1998 года, светодиоды в задних фарах были установлены на Mercedes-Benz SLR McLaren и т. д. Технологии новых «Майбахов», появившихся в 2002 году, отчасти были позаимствованы от Mercedes-Benz, в том числе пневмоподвеска и электро-гидравлическое торможение. Активная подвеска автомобиля с электронным управлением (AirMatic DC) и технология затухающих колебаний (ADS II) на каждом колесе обеспечивали плавность хода. Такая же подвеска была позднее использована на Maybach Landaulet. В интерьере выделялись электрически регулируемые сидения, подставки для ног, ТВ-тюнер и 20-дюймовый телевизионный экран, система связи с тремя мобильными телефонами, система звуковоспроизведения Dolby Surround, CD-чейнджер и плеер для MiniDisc, и др. Управление всеми функциями осуществлялось с помощью двух шестидюймовых сенсорных мониторов, расположенных по обе стороне заднего ряда. Maybach 57 также был оснащён четырёхзонным климат-контролем.
Панорамная стеклянная крыша автомобилей была снабжена электронной регулировкой прозрачности и фотоэлектрическим модулем, адаптирующим микроклимат. Система безопасности представляет собой структуру из десяти подушек безопасности: четырёх боковых, четырёх оконных и двух двойных для водителя и переднего пассажира. Трёхточечные ремни безопасности сочетаются с натяжными устройствами и ограничителями натяжения. Для повышения уровня безопасности езды автомобиль также снабдили тормозной системой Sensotronic Brake Control, разработанной Mercedes-Benz.

## Модельный ряд

### Довоенные

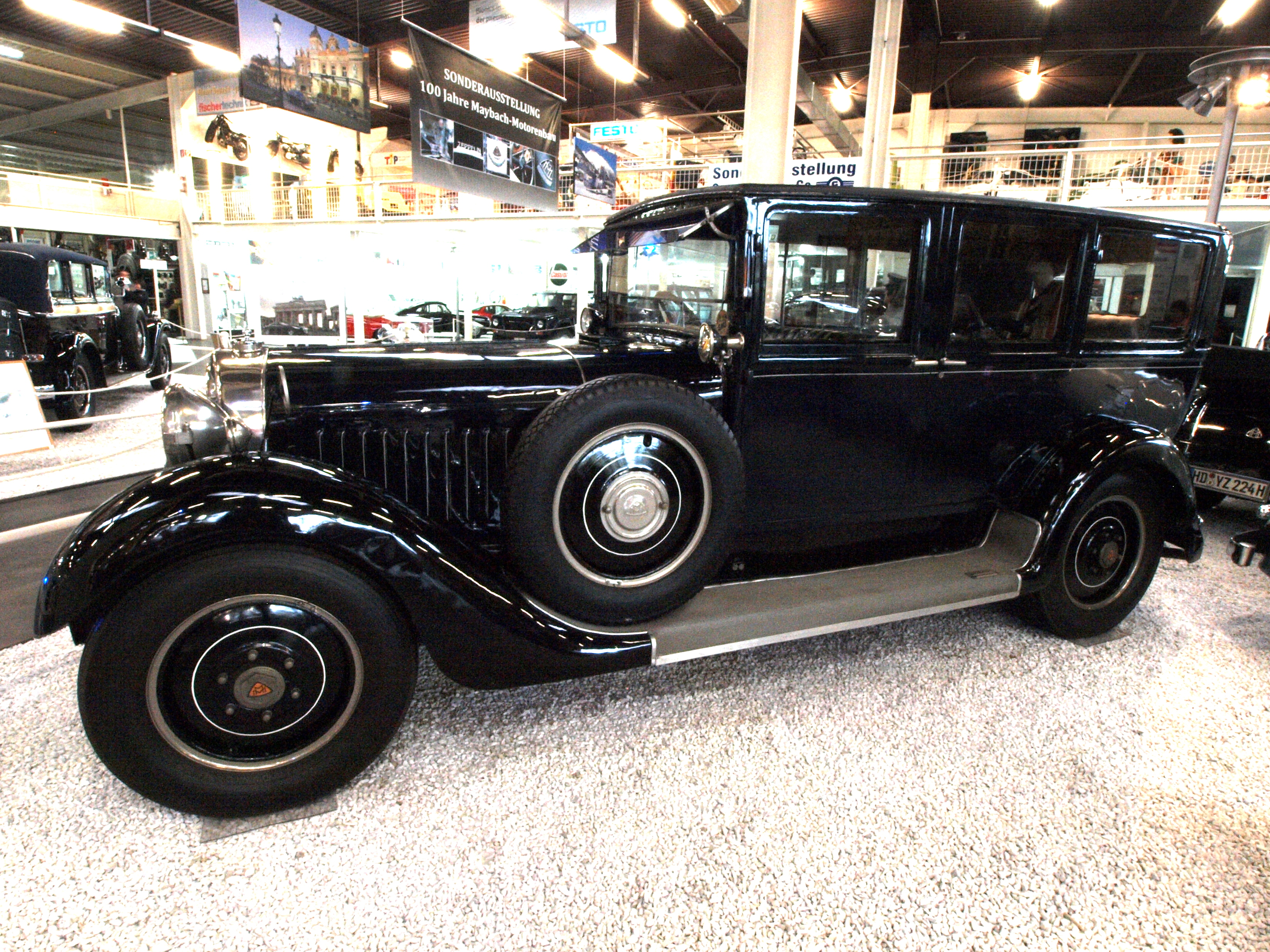
Maybach W5

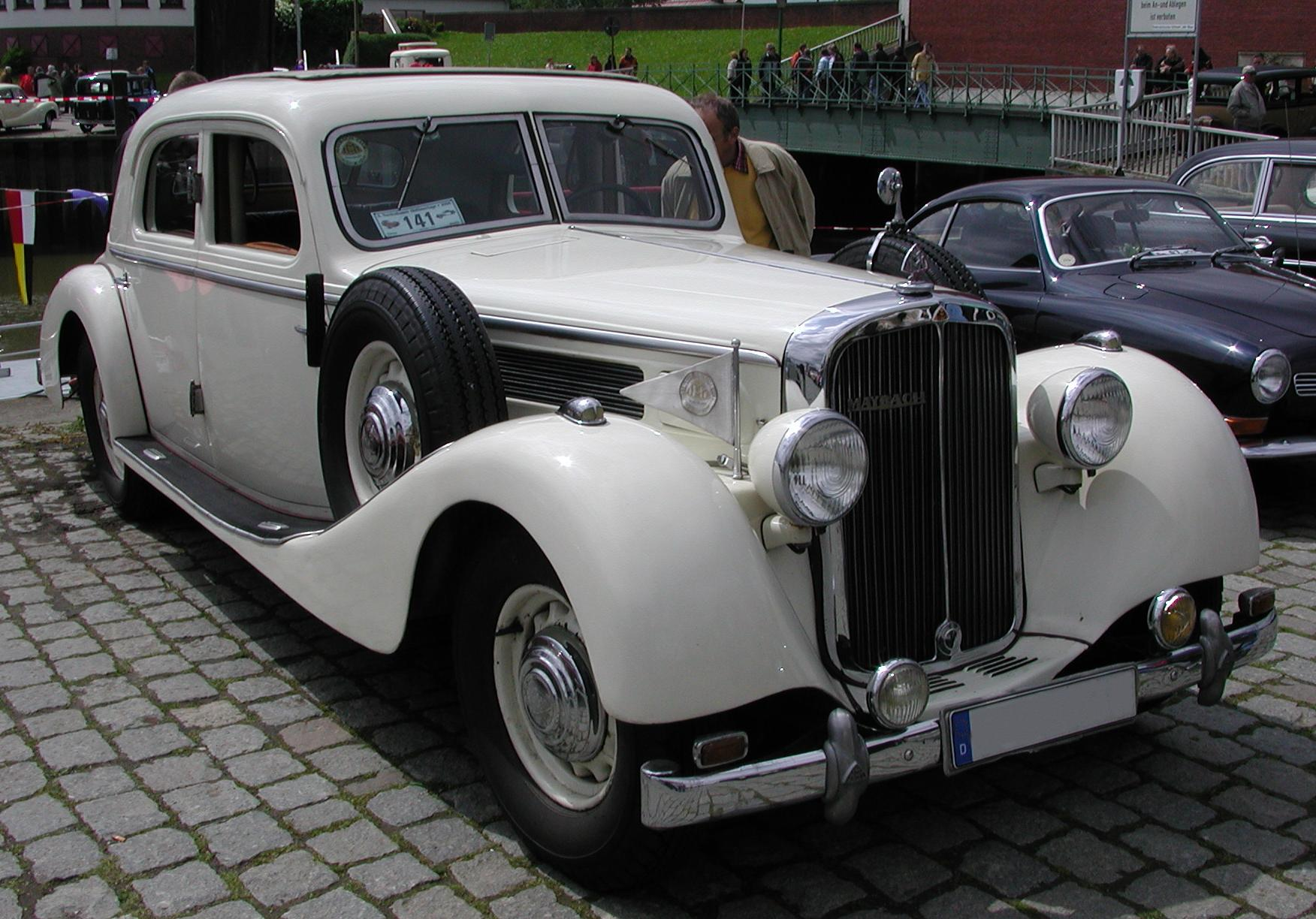
Maybach SW42

| Год        | Модель                     | Двигатель                          | Габариты (длина х ширина х высота) | Источники     |
| ---------- | -------------------------- | ---------------------------------- | ---------------------------------- | ------------- |
| 1919       | Maybach W1                 | L6, 36 л. с.                       |                                    | [ 8 ] [ 19 ]  |
| 1920       | Maybach Spezialrennwagen   | 23 л, 300 л. с. (1050 об/мин)      |                                    | [ 16 ]        |
| 1921       | Maybach W3                 | L6, 5,7 л, 70 л. с. (2200 об/мин)  | 5000x1760x1950 мм                  | [ 19 ]        |
| 1926       | Maybach W5                 | L6, 7 л, 120 л. с. (2400 об/мин)   | 5000x1760x1950                     | [ 18 ] [ 19 ] |
| 1929       | Maybach 12                 | V12, 7 л, 150 л. с. (2800 об/мин)  | 5100x1820x1700/1900                | [ 2 ] [ 21 ]  |
| 1930       | Maybach DS7 Zeppelin       | двигатель Maybach 12               | 5370/5500x1820x1800                | [ 2 ] [ 21 ]  |
| 1930       | Maybach DSH                | L6, 5,2 л, 130 л. с. (3200 об/мин) | 5500x1820x1900                     | [ 21 ]        |
| 1931       | Maybach DS8 Zeppelin       | V12, 8 л, 200 л. с. (3200 об/мин)  | 5370/5520x1820x1800                | [ 20 ] [ 21 ] |
| 1931/ 1934 | Maybach W6/ Maybach W6 DSG | L6, 7 л, 120 л. с. (2800 об/мин)   | 5370/5500x1845x1900                | [ 19 ] [ 22 ] |
| 1935       | Maybach SW35               | L6, 3,5 л, 140 л. с. (4500 об/мин) | 4500/4900x1850x1650                | [ 2 ] [ 68 ]  |
| 1938       | Maybach SW38               | L6, 3,8 л, 140 л. с. (4000 об/мин) | 4600x1850x1650                     | [ 68 ]        |
| 1939       | Maybach SW42               | L6, 4,2 л, 140 л. с. (4000 об/мин) | 5090x1850x1650                     | [ 68 ]        |

### Новые

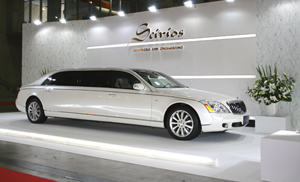
Лимузин на базе Maybach 62S

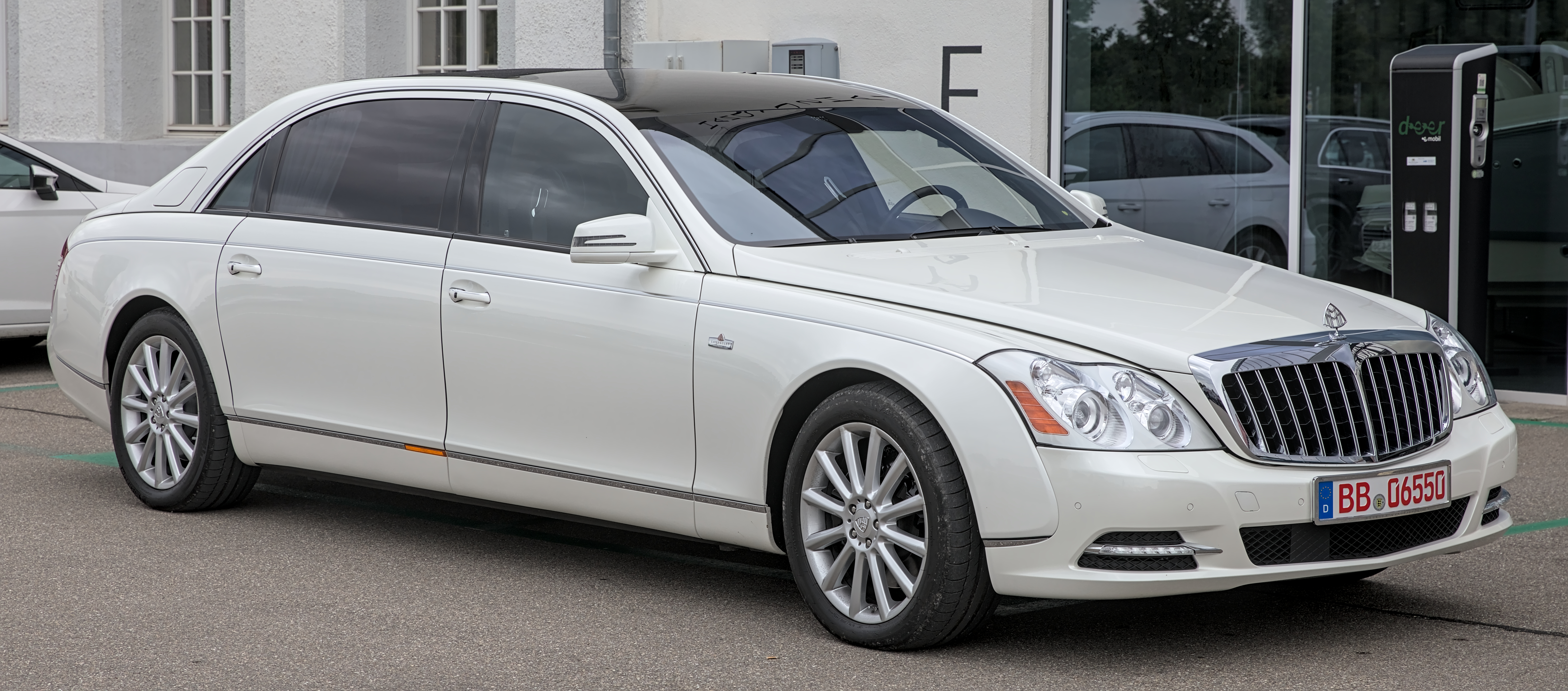
Maybach 62S Landaulet

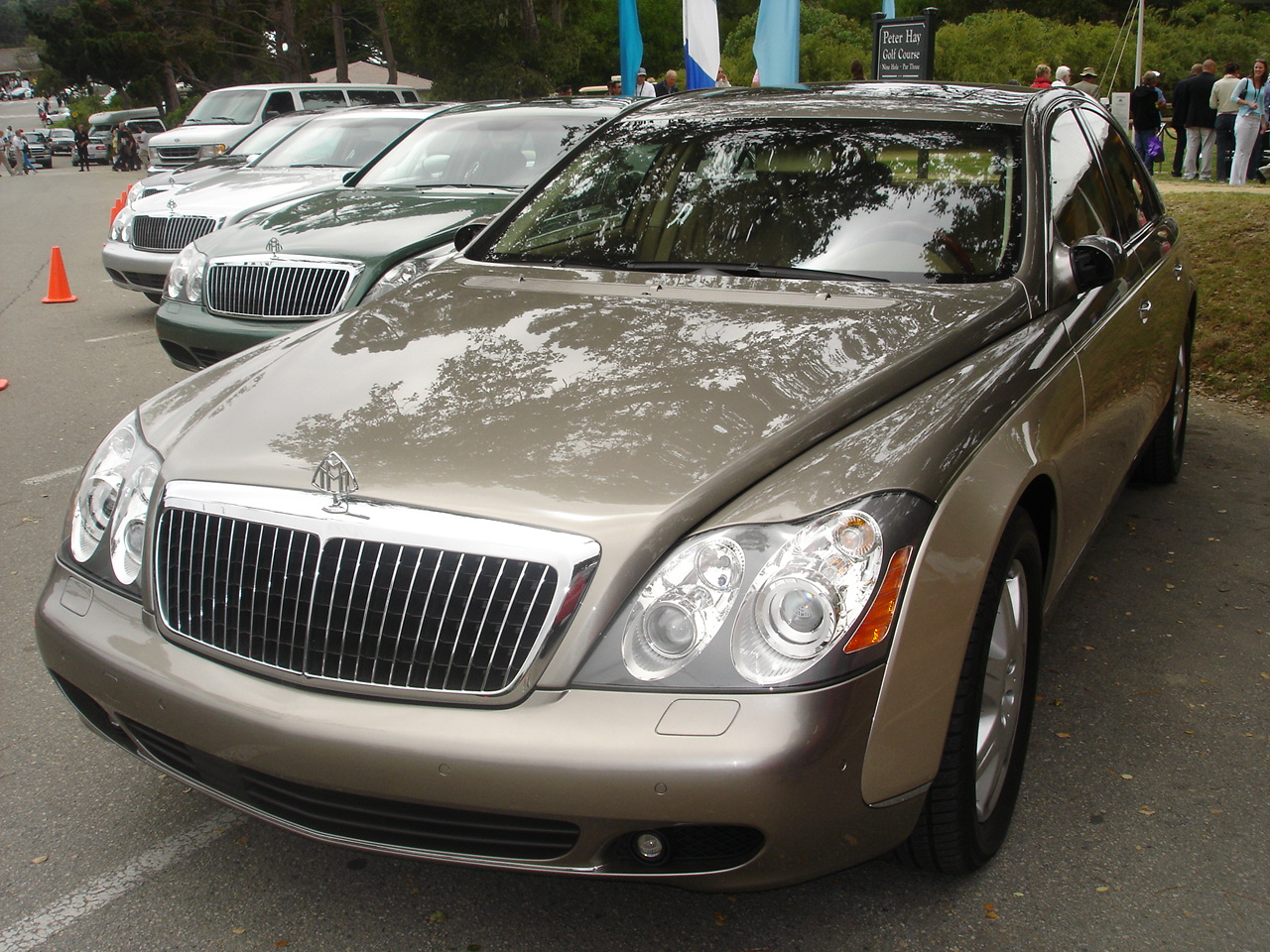
Несколько автомобилей Maybach

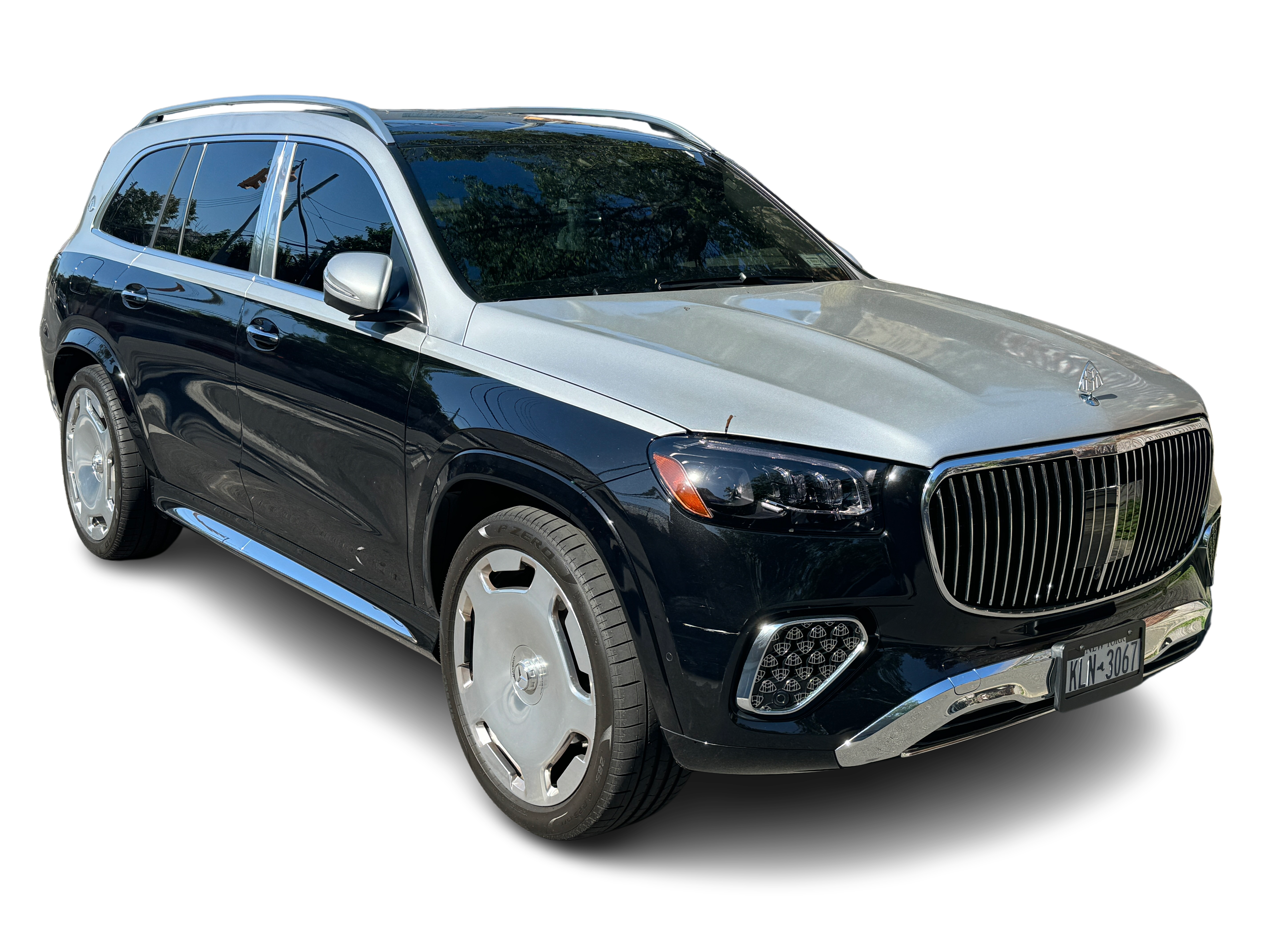
Mercedes-Maybach GLS 600

| Год  | Модель              | Двигатель                              | Габариты (длина х ширина х высота) | Источники     |
| ---- | ------------------- | -------------------------------------- | ---------------------------------- | ------------- |
| 2002 | Maybach 57          | V12, 5,5 л, 550 л. с. (5250 об/мин)    | 5728х1981х1572 мм                  | [ 44 ] [ 69 ] |
| 2002 | Maybach 62          | двигатель Maybach 57                   | 6165х1981x1572                     | [ 45 ]        |
| 2005 | Maybach Exelero     | V12, 5,9 л, 700 л. с. (5000 об/мин)    | 6230×2120×1376                     | [ 50 ]        |
| 2005 | Maybach 57S         | V12, 6 л, 612 л. с. (4800—5100 об/мин) | 5728х1981х1557                     | [ 51 ]        |
| 2006 | Maybach 62S         | двигатель Maybach 57S                  | габариты Maybach 62                | [ 52 ]        |
| 2007 | Maybach Landaulet   | двигатель 62S                          | габариты Maybach 62                | [ 53 ]        |
| 2009 | Maybach 57 Zeppelin | 6 л, 640 л. с. (4800—5100 об/мин)      | 5728х1979х1572                     | [ 56 ]        |
| 2009 | Maybach 62 Zeppelin | двигатель Maybach 57 Zeppelin          | 6165х1981x1572                     | [ 57 ]        |
| 2011 | Maybach Guard       | двигатель Maybach 62                   | габариты Maybach 62                | [ 59 ]        |

## Продажи
Начиная с 2002 года Daimler не получил прибыль от Maybach. В США было продано всего более тысячи автомобилей, несмотря на то, что концерн рассчитывал продавать по две тысячи машин в год. За 2010 год в мире было продано 200 Maybach против 5100 Bentley и 2700 Rolls-Royce. В 2011 году компания продала всего 157 автомобилей, при этом порог рентабельности марки изначально составлял 900 продаж в год. Одной из причин непопулярности бренда аналитики считают цену: автомобили Maybach являются одними из самых дорогих авто в мире. Таким образом их производство оказалось убыточным для концерна.
Продажи Maybach в России были более низкими, чем в США. Так в 2004 году было продано 15 машин, хотя планировалось реализовать 20—30 шт.. К 2008 году продажи выросли (было продано 36 машин), но в следующем, «кризисном», году упали до 11. В 2011 году продажи автомобилей в России снова выросли — всего продано 16 машин: 13 «удлинённых» версий и 3 «коротких».
| Год  | Продажи в США |
| ---- | ------------- |
| 2003 | 166           |
| 2004 | 244           |
| 2005 | 152           |
| 2006 | 146           |
| 2007 | 156           |
| 2008 | 119           |
| 2009 | 66            |
| 2010 | 63            |

### Комментарии
1. ↑  Некоторые источники утверждают, что в 1912 году компания была переименована в Maybach-Motorenbau GmbH.
2. ↑  В 1922 году гонщик Селвин Эдж[англ.] за рулём Spyker с двигателем W2 побил 24-часовой рекорд на трассе Бруклендс (Великобритания) со средней скоростью 74.27 м/ч[2].
3. ↑  Планируемая модель Maybach W4 так и не была построена.
4. ↑  Название произошло от Double Six (сдвоенная шестёрка) и 7 (соответственно объём двигателя).
5. ↑  Созданием танковых двигателей для вермахта занимались и другие компании, но ни одна из их разработок не поступила в серийное производство. Единственное исключение составляла бронетехника, производившаяся предприятиями бывшей Чехословакии, использовавшими уже имевшиеся двигатели чехословацкой же фирмы Praga.
6. ↑  MTU — сокращённо от Motoren und Turbinen-Union (с нем. — «Объединение двигателей и турбин»).
7. ↑  Максимальная скорость ограничена электроникой.
8. ↑  Отсюда и название: Schwingachswagen (с нем. — «автомобиль с качающимися осями»).